# 룸 넥스트 도어
《룸 넥스트 도어》(영어: The Room Next Door, 스페인어: La habitación de al lado)는 2024년 개봉한 스페인의 드라마 영화이다. 시그리드 누네즈의 소설 《어떻게 지내요》(What Are You Going Through)가 원작으로, 페드로 알모도바르가 감독을 맡았다. 알모도바르 감독의 첫 영어 장편 영화이다. 제81회(2024년) 베네치아 영화제 황금사자상 수상작이다.

## 줄거리
베스트셀러 작가 잉그리드는 오랫동안 연락하지 않고 지낸 옛 친구 마사가 암 투병중이라는 사실을 듣고, 그녀의 병문안을 간다. 오랜만에 만난 마사는 생명을 연장하기 위한 치료를 거부하고, 담담하게 죽음을 받아들이고자 한다. '내게는 죽을 권리가 있다'고 말했을 때 창 밖으로 분홍빛 눈이 내린다.
마사의 혈육으로는 옛날 남자친구 프레드와의 사이에서 나은 딸 미셸이 있었다. 프레드는 베트남 전쟁 참전 후 PTSD에 시달리다가 마사를 떠나 다른 여자와 결혼했고, 화재 현장에서 목숨을 잃었다. 마사와 거의 연을 끊고 지내던 미셸은 마사가 죽음을 결심했다는 소식에도 그다지 동요하지 않는다. 잉그리드와 마사는 자신들의 남자친구였던 데이미언 이야기, 잉그리드가 조사하고 있는 화가 도라 캐링턴 이야기, 마사의 과거 종군 기자 시절 이야기 등을 하며 한동안 같이 지낸다. 그러나 자신의 죽음의 동행인이 되어 달라는 마사의 부탁에 잉그리드는 큰 혼란에 빠진다.
암이 악화되어 고통이 심해지자 마사는 스스로 죽음을 결정하기로 한다. 다크웹을 통해 안락사 약을 입수한 마사는 산속 별장에서 약을 먹고 죽을 테니 잉그리드에게 그 옆방에만 있어 달라고 한다. 잉그리드는 죽음에 대한 두려움을 무릅쓰고 마사의 제안을 받아들이는 한편, 데이미언과 논의하여 후일 법적 문제를 방지하기 위해 변호사를 선임해둔다. 그렇게 두 사람은 별장에서 죽기 전 한 달여를 같이 보내게 된다. 마사는 자신의 방문이 닫혀 있으면 그때 자신은 죽음을 선택한 것이라고 일러둔다.
별장에서 두 사람은 자유롭게 지낸다. 마사는 점점 매사에 흥미를 잃어간다. 잉그리드는 은근히 마사를 구슬려보기도 하지만 죽기로 결심한 그녀의 고집을 꺾을 수는 없었다. 같이 지낸지 한 달이 다 되어갈 즈음, 잉그리드는 데이미언과 만난다. 데이미언은 기후변화 때문에 세상에 희망이 없다고 말한다. 이후 마사가 별장에 돌아 왔을 때 마사의 방문이 닫혀 있는 것을 발견한다. 마사는 발코니에서 햇볕을 받으며 죽어 있었다.
잉그리드는 마사의 죽음을 방조한 책임을 들어 경찰 조사를 받게 된다. 마사가 생전에 일러준 대로 마사의 계획을 전혀 몰랐다고 거짓말하지만, 경찰관의 집요한 추궁에 결국 변호사를 소환하여 빠져 나온다. 별장에 되돌아 온 잉그리드는 마사와 얼굴이 똑 닮은 딸 미셸을 만난다. 잉그리드에게 어머니의 삶과 죽음에 대해 물어본 미셸은 어머니와 똑같이 발코니에 눕는다. 잉그리드도 그 옆에 누워, 때마침 내리는 눈을 맞으며 마사의 죽음과 앞으로의 자신의 삶을 생각한다.

## 출연진
- 틸다 스윈턴 - 마사 헌트 / 미셸 역
  - 에스터 맥그리거 - 젊은 시절의 마사 역
- 줄리앤 무어 - 잉그리드 역
- 존 터투로 - 데이미언 커닝햄 역
- 알레산드로 니볼라 - 경관 역
- 후안 디에고 보토 - 사진 작가 역
- 멜리나 매슈스 - 변호사 세라 역
- 라울 아레발로 - 스페인 사제 역
- 빅토리아 루엥고 - 프레드의 아내 역
- 알렉스 회그 아네르센 - 프레드 역
- 알비세 리고 - 조나 역
- 세라 더미스테어 - 스텔라 번 역